# Yes, Virginia...
Yes, Virginia – drugi album studyjny duetu The Dresden Dolls, wydany 15 kwietnia 2006. Zadebiutował na 42 miejscu w zestawieniu Billboard 200, sprzedając się w 19,047 egzemplarzach w pierwszym tygodniu. Wszystkie utwory na płycie napisane zostały przez Amandę Palmer.
Kilka utworów nagranych podczas sesji studyjnej - The Kill, Boston oraz The Gardener,  znalazło się na następnej płycie - No, Virginia...

## Lista utworów
1. Sex Changes – 4:11
2. Backstabber – 4:11
3. Modern Moonlight – 4:45
4. My Alcoholic Friends – 2:47
5. Delilah – 6:54
6. Dirty Business – 3:36
7. First Orgasm – 3:49
8. Mrs. O. – 4:40
9. Shores of California – 3:35
10. Necessary Evil – 2:54
11. Mandy Goes to Med School – 4:39
12. Me & the Minibar – 4:35
13. Sing – 4:40